# Platymiscium pinnatum
Platymiscium pinnatum là một loài thực vật có hoa trong họ Đậu. Loài này được (Jacq.) Dugand miêu tả khoa học đầu tiên.